# Synanthedon xanthopyga
Synanthedon xanthopyga is een vlinder uit de familie wespvlinders (Sesiidae), onderfamilie Sesiinae.
Synanthedon xanthopyga is voor het eerst wetenschappelijk beschreven door Aurivillius in 1905. De soort komt voor in het Afrotropisch gebied.